# كاليستوس الثالث
كاليستوس الثالث (Callistus III) وُلـِد باسم ألفونسو دي بورجا (شاطبة، 31 ديسمبر 1378 – روما، 6 أغسطس 1458) بابا الكاثوليك التاسع بعد المئتين من سنة 1455 حتى مماته.
أمضى بداية مسيرته أستاذاً للقانون في لاردة ثم بصفته دبلوماسيا في خدمة ملوك أراغون، وخاصة خلال مجمع بازل. أصبح كاردينالاً بعد أن شجع المصالحة بين البابا إيجين الرابع وألفونسو الخامس ملك أراغون.
نـُصـّب البابا سنة 1455، بسن متقدمة، بوصفه مرشح توافقي. كان ضعيفا وغير كفء. بعد مرور عامين على سقوط القسطنطينية، كان كاليستوس الثالث مهتمًا بشكل أساسي بتنظيم أوروبا المسيحية ضد غزو الأتراك. تم إلغاء برنامج بناء واسع النطاق قيد التنفيذ في روما وتم توجيه الأموال نحو حملة صليبية. تم إرسال السفراء البابويين إلى جميع دول أوروبا لمطالبة الأمراء بالانضمام مرة أخرى في محاولة للتحقق من خطر الغزو التركي. تم إرسال المبشرين إلى إنجلترا وفرنسا وألمانيا والمجر والبرتغال وأراغون للتبشير بالحملة الصليبية ولإقامة صلوات المؤمنين من أجل نجاح الحملة. بأمر من كاليستوس الثالث، دقت الأجراس في منتصف النهار لتذكير المؤمنين بضرورة الصلاة من أجل عافية الصليبيين. كان أمراء أوروبا بطيئين في الاستجابة لنداء البابا، ويرجع ذلك إلى حد كبير إلى الخصومات الوطنية. كانت حرب المائة عام التي خاضتها إنجلترا وفرنسا قد انتهت للتو في عام 1453. وقد قابلت القوات بقيادة يوحنا هونياد (بالمجرية: Hunyadi János)، النقيب العام للمجر، الأتراك وهزمتهم في بلغراد (22 يوليو 1456). بعد فترة وجيزة من انتصاره، توفي هونياد نفسه من الحمى. في 29 يونيو 1456، أمر كاليكستوس الثالث بدق أجراس الكنيسة عند الظهر كنداء للصلاة من أجل عافية أولئك الذين يدافعون عن بلغراد. للاحتفال بهذا الانتصار، أمر كاليستوس الثالث بإقامة عيد التجلي سنويًا في 6 أغسطس.
عيـّـن اثنين من أبناء أخيه كرادلة، أحدهما هو رودريغو بورجا الذي صار لاحقاً البابا إسكندر السادس المشهور بفساده.
أمر بإجراء محاكمة جديدة لجان دارك وتمت تبرئتها من التهم بعد موتها. توفي كاليستوس الثالث في سنة 1458.